# Méthode de Wiener-Hopf
La méthode de Wiener-Hopf est une technique mathématique permettant de résoudre analytiquement certaines équations intégrales et équations aux dérivées partielles avec conditions sur une limite du domaine. Elle a été mise au point par Norbert Wiener et Eberhard Hopf en 1931. Typiquement la méthode utilise une transformation de Fourier, de Mellin ou de de Laplace. La solution est recherchée sous forme de somme de deux fonctions analytiques définies dans une partition du plan complexe contenant l'axe réel. Les deux fonctions coïncident dans une région contenant l'axe des valeurs réelles. Un prolongement analytique garantit que ces deux fonctions constituent une fonction analytique dans le plan complexe. Le théorème de Liouville indique que la continuation s'effectue par un polynôme imposé par la condition aux limites.

## Décomposition de Wiener et Hopf d'une fonction singulière
Soient  {\displaystyle x}  une variable réelle et  {\displaystyle s=\alpha +i\sigma }  une variable complexe.
{\displaystyle \sigma _{+}}  et  {\displaystyle \sigma _{-}}  sont deux constantes réelles finies. On suppose que pour toute valeur  {\displaystyle \sigma }  telle que  {\displaystyle \sigma _{-}<\sigma <\sigma _{+}}  la fonction  {\displaystyle \phi (x)}  possède une intégrale de Fourier analytique dans le plan complexe,. Celle-ci est scindée en deux parties
{\displaystyle {\begin{array}{ll}\Phi _{+}(s)={\frac {1}{\sqrt {2\pi }}}\int _{0}^{\infty }\phi (x)e^{isx}\mathrm {d} x\,,&\quad \sigma >\sigma _{-}\\[0.6em]\Phi _{-}(s)={\frac {1}{\sqrt {2\pi }}}\int _{-\infty }^{0}\phi (x)e^{isx}\mathrm {d} x\,,&\quad \sigma <\sigma _{+}\end{array}}}
Ces fonctions vérifient
- si  {\displaystyle \lim \limits _{x\to 0^{+}}\phi (x)=x^{\beta }}  alors  {\displaystyle \lim \limits _{s\to \infty }\Phi (s)=s^{-\beta -1}}  lorsque  {\displaystyle \sigma >\sigma _{-}}
- si  {\displaystyle \lim \limits _{x\to 0^{-}}\phi (x)=x^{\beta }}  alors  {\displaystyle \lim \limits _{s\to \infty }\Phi (s)=s^{-\beta -1}}  lorsque  {\displaystyle \sigma <\sigma _{+}}

Pour  {\displaystyle a>\sigma _{-}}  et  {\displaystyle b<\sigma _{+}}  on définit la transformée de Fourier généralisée inverse
{\displaystyle \phi (x)=\underbrace {{\frac {1}{\sqrt {2\pi }}}\int _{-\infty +ia}^{\infty +ia}\Phi _{+}(s)e^{-isx}\mathrm {d} \alpha } _{=~\phi (x)~pour~x>0,~=~0~sinon}+\underbrace {{\frac {1}{\sqrt {2\pi }}}\int _{-\infty +ib}^{\infty +ib}\Phi _{-}(s)e^{-isx}\mathrm {d} s} _{=~\phi (x)~pour~x<0,~=~0~sinon}=\phi _{+}(x)+\phi _{-}(x)}
Ces fonctions possèdent les propriétés de régularité suivantes
- si  {\displaystyle |\phi (x)|\leq Ae^{\tau _{-}x}}  lorsque  {\displaystyle x\to \infty }  alors   {\displaystyle \phi _{+}(x)}  est régulière lorsque  {\displaystyle \sigma >\sigma _{-}}
- si  {\displaystyle |\phi (x)|\leq Be^{\tau _{+}x}}  lorsque  {\displaystyle x\to -\infty }  alors   {\displaystyle \phi _{-}(x)}  est régulière lorsque  {\displaystyle \sigma <\sigma _{+}}

## Exemple: le problème de Milne

### Équation intégrale de Milne
Le problème de Milne concerne la résolution de l'équation de Boltzmann pour le transfert radiatif dans un milieu unidimensionnel semi-infini homogène à diffusion isotrope, décrit par l'équation donnant la luminance  {\displaystyle \phi (\tau ,\mu )}
{\displaystyle \mu {\frac {\mathrm {d} \phi (\tau ,\mu )}{\mathrm {d} \tau }}+\phi (\tau ,\mu )={\frac {1}{2}}\underbrace {\int _{-1}^{1}\phi (\tau ,\mu )\mathrm {d} \mu } _{S(\tau )}\,,\qquad 0\leq \tau <\infty \,,\qquad -1<\mu \leq 1}
avec la condition en τ = 0 (valeur entrante nulle)
{\displaystyle \phi (0,\mu )=0\,,\quad \mu >0}
La solution formelle de cette équation est
{\displaystyle \phi (\tau ,\mu )=\left\{{\begin{array}{lll}~~{\frac {1}{2}}\int _{0}^{\tau }S(t)e^{-{\frac {\tau -t}{\mu }}}{\frac {{\text{d}}t}{\mu }}&~~0<\mu \leq 1&\\[0.6em]-{\frac {1}{2}}\int _{\tau }^{\infty }S(t)e^{\frac {t-\tau }{\mu }}{\frac {{\text{d}}t}{\mu }}&-1<\mu <0&\qquad [1]\\[0.6em]~~S(\tau )&\quad \mu =0&\end{array}}\right.}
En intégrant sur μ on obtient l'équation intégrale de Milne
{\displaystyle S(\tau )=\int _{0}^{\infty }S(t)E(|\tau -t|)\mathrm {d} t}
E (.) est l'exponentielle intégrale. Il n'existe pas de solution à cette équation.
En multipliant l'équation de Boltzmann par 1 et μ et en intégrant sur μ on obtient les moments de la luminance : l'exitance (flux) M et la pression de rayonnement P
{\displaystyle M(\tau )=\int _{-1}^{1}\mu \phi (\tau ,\mu )\mathrm {d} \mu =C^{ste}=-1}
{\displaystyle P(\tau )=\int _{-1}^{1}\mu ^{2}\phi (\tau ,\mu )\mathrm {d} \mu =\tau +P(0)\,,\qquad P(0)=\int _{-1}^{0}\mu ^{2}\phi (0,\mu )\mathrm {d} \mu }

### Équation intégrale par la transformée de Laplace
On introduit les transformées de Laplace,
{\displaystyle {\begin{array}{lclll}\Phi (s,\mu )&=&\int _{0}^{\infty }\phi (\tau ,\mu )e^{-s\tau }\mathrm {d} \tau \quad &\Re (s)>0&\\[0.6em]{\mathcal {S}}(s)&=&\int _{0}^{\infty }S(\tau )e^{-s\tau }\mathrm {d} \tau &&[2]\end{array}}}
On obtient par cette voie une nouvelle équation intégrale
{\displaystyle {\mathcal {S}}(s)\left(1-s^{-1}{\rm {artanh~}}s\right)=\int _{-1}^{0}{\frac {S\left(-\mu ^{-1}\right)}{1+s\mu }}\mathrm {d} \mu \equiv g(s)}
En développant cette expression en série de Laurent au voisinage de s = 0 et en utilisant les expressions des moments de la luminance donnés plus haut on obtient
{\displaystyle {\mathcal {S}}(s)=3s^{-2}+3P(0)s^{-1}+...}
d'où
{\displaystyle S(\tau )\approx 3(\tau +P(0))\,,\quad \tau \to \infty }

### Résolution de l'équation intégrale
On cherche à réécrire l'équation ci-dessus de telle manière que les termes à droite et à gauche soient analytiques et aient un recouvrement sur l'axe réel. Or  {\displaystyle 1-s^{-1}{\rm {artanh~}}s}  est analytique dans la bande  {\displaystyle -1<\Re (s)<1} .
On souhaite trouver une fonction f (s) qui n'ait pas de zéro dans le domaine précédent et qui vérifie  {\displaystyle \lim \limits _{|s|\to \infty }f(s)=1} , par exemple
{\displaystyle f(s)=s^{-2}(s^{2}-1)(1-s^{-1}{\rm {artanh~}}s)}
L'équation intégrale est réécrite
{\displaystyle {\frac {s^{2}}{s^{2}-1}}f(s){\mathcal {S}}(s)=g(s)}
{\displaystyle \log f(s)}  peut être représenté par la formule intégrale de Cauchy
{\displaystyle \log f(s)=\underbrace {{\frac {1}{2\pi i}}\int _{-i\infty +a}^{i\infty +a}{\frac {\log f(t)}{t-s}}\mathrm {d} t} _{\log f_{+}(s)}-\underbrace {{\frac {1}{2\pi i}}\int _{-i\infty -a}^{i\infty -a}{\frac {\log f(t)}{t-s}}\mathrm {d} t} _{\log f_{-}(s)}}
- f+ est une fonction régulière non nulle dans le demi-plan  {\displaystyle \Re (s)<a} ,
- f- est une fonction régulière non nulle dans le demi-plan  {\displaystyle \Re (s)>-a} .

On peut alors écrire l'équation intégrale sous la forme
{\displaystyle {\frac {s^{2}{\mathcal {S}}(s)}{(s+1)f_{-}(s)}}={\frac {(s-1)g(s)}{f_{+}(s)}}}
Le premier membre est régulier pour  {\displaystyle \Re (s)>0}  et le second pour  {\displaystyle \Re (s)<a} . Chacune des expressions constitue la continuation de l'autre.
De plus chaque membre est borné puisque  {\displaystyle {\mathcal {S}}(s)}  et  {\displaystyle g(s)}  le sont. En suivant le théorème de Liouville chacun d'eux est égal à une constante C, en particulier
{\displaystyle {\mathcal {S}}(s)=C\,{\frac {s+1}{s^{2}}}f_{-}(s)=Cf_{-}(0)s^{-2}+C[f_{-}(0)+f_{-}'(0)]s^{-1}+...}
En comparant à l'expression donnée plus haut on extrait la constante
{\displaystyle C={\frac {3}{f_{-}(0)}}}
Cette quantité est une intégrale dans le plan complexe que l'on peut calculer et dont on peut donner la valeur avec les développements déjà utilisés
{\displaystyle C=3{\sqrt {f(0)}}={\sqrt {3}}}

### Calcul des constantes d'intégration
Des expressions ci-dessus on tire
{\displaystyle P(0)=1+{\frac {f_{-}'(0)}{f_{-}(0)}}=1+{\frac {1}{2\pi i}}\int _{-i\infty -a}^{i\infty -a}{\frac {f'(t)}{tf(t)}}\mathrm {d} t}
Moyennant un certain nombre de manipulations on obtient une quantité appelée constante de Hopf
{\displaystyle P(0)={\frac {6}{\pi ^{2}}}+{\frac {1}{\pi }}\int _{0}^{\frac {\pi }{2}}\left({\frac {3}{t^{2}}}-{\frac {1}{1-t\cot t}}\right)\mathrm {d} t=0.71044608959876...}
De la même façon on calcule S (0)
{\displaystyle {\begin{array}{lcl}S(0)&=&\lim \limits _{s\to \infty }sS(s)\\[0.6em]&=&\lim \limits _{s\to \infty }\int _{0}^{\infty }S\left({\frac {t}{s}}\right)e^{-t}\mathrm {d} t\\[0.6em]&=&\int _{0}^{\infty }S(0)e^{-t}\mathrm {d} t\\[0.6em]&=&{\sqrt {3}}\lim \limits _{s\to \infty }f_{-}(s)\\[0.6em]&=&{\sqrt {3}}\end{array}}}

### En conclusion
f- se calcule par décomposition dans le plan complexe
{\displaystyle \log f_{-}(s)={\frac {s}{\pi }}\int _{0}^{\frac {\pi }{2}}{\frac {\log {\left({\frac {\sin ^{2}t}{1-t\cot t}}\right)}}{\sin ^{2}{t}+s^{2}\cos ^{2}{t}}}\mathrm {d} t}
La luminance sortante qui est la fonction finalement recherchée est
{\displaystyle \phi (0,\mu )={\frac {\sqrt {3}}{2}}(1-\mu )f_{-}\left(-\mu ^{-1}\right)\,,\qquad \mu <0}